# Stephan Stephanowicz
Stephan Stephanowicz, též Stefan Stefanowicz (29. srpna 1853 Bojany – 28. září 1900 Merano), byl rakouský politik arménského původu z Bukoviny, na konci 19. století poslanec Říšské rady.

## Biografie
Narodil se v Bojanech, kde jeho rodina vlastnila statek. Absolvoval reálnou školu v Černovicích. Vysokou školu studoval v Heidelbergu a v Curychu. Získal titul doktora chemie. Od roku 1884 zasedal jako poslanec Bukovinského zemského sněmu a byl členem zemského výboru.
Byl i poslancem Říšské rady (celostátního parlamentu Předlitavska), kam usedl ve volbách roku 1891 za kurii velkostatkářskou v Bukovině, II. volič. sbor. Mandát zde obhájil ve volbách roku 1897. Ve volebním období 1891–1897 se uvádí jako Stephan Stephanowicz, velkostatkář, bytem Černovice. V prosinci 1897 se v parlamentu ostře střetl s tehdejším ministrem zemědělství Johannem Ledebur-Wicheln, na základě čehož ministr odešel z funkce.
Politicky byl orientován jako konzervativec. V roce 1891 se uvádí jako kandidát konzervativního Hohenwartova klubu.
Byl arménského původu. Podle jiného zdroje byl arménským Polákem. Byl členem arménské katolické církve. Papež mu udělil Řád svatého Řehoře Velikého. Získal též Řád Františka Josefa.
Zemřel v září 1900. Zemřel v jihotyrolském Meranu, kde se léčil. Už předtím pobýval v lázních Bad Reichenhall, kde onemocněl a proto se přesunul do Merana. Bylo mu 48 let. Tělo zesnulého bylo pro pohřeb převezeno do Bukoviny.